# Карло Голдони
Карло Освалдо Голдони (итал. Carlo Osvaldo Goldoni; 25. фебруар 1707 — 6. фебруар 1793) био је италијански драмски писац и либретиста. Међу његова најбоља остварења убрајају се комедије, које се и данас изводе у позориштима широм света.

## Изабрана дела

### Комедије
- Il servitore di due padroni
- I due gemelli veneziani
- La vedova scaltra
- La putta onorata
- Il cavaliere e la dama
- La famiglia dell'antiquario
- Il teatro comico
- Il bugiardo
- Il vero amico
- I pettegolezzi delle donne
- La locandiera
- Il feudatario
- Gl'innamorati
- I rusteghi
- Le baruffe chiozzotte
- Gli amori di Zelinda e Lindoro

### Трагедије
- Rosmonda
- Griselda

### Трагикомедије
- Belisario
- Don Giovanni Tenorio o sia Il dissoluto
- Rinaldo di Montalbano